# Contea di Barcellona
La contea di Barcellona fu una delle contee che i Franchi dell'impero carolingio eressero nel IX secolo sul territorio dell'antica Gotia, dopo avere conquistato questo territorio ai Saraceni tra il 752 e l'801. Oltre a Barcellona e ai suoi dintorni, questo territorio feudale comprendeva anche la zona di Terrassa, il Vallès (oggi separato amministrativamente in Occidentale e Orientale), la maggior parte del Maresme ed il Penedès, tutte nell'attuale Catalogna.

## La contea nell'ambito dell'impero carolingio
Dal 796, Barcellona era governata dal wali Sa'dun al-Ruayni, che, nel 797, offrì a Carlo Magno la sottomissione della città in cambio di un aiuto nella lotta contro l'emiro di Cordova, Al-Hakam. Fu deciso di inviare a Barcellona il figlio di Carlo, il re d' Aquitania, Ludovico il Pio, e un'armata, capitanata da Rostano di Gerona, Ademaro di Narbona e Guglielmo I di Tolosa, conosciuto come Guglielmo di Gellone. Sa'dun, però, rifiutò di consegnare la città, obbligando l'armata franca a porre l'assedio alla città, che cominciò nell'autunno dell'800. Dato che la popolazione soffriva per la fame, dopo alcuni mesi gli stessi notabili della città, la consegnarono ai Franchi. Berà, figlio di Guglielmo di Gellone, che aveva partecipato all'assedio con il padre, fu investito della contea di Barcellona.
Berà con l'aiuto del re d'Aquitania e delle altre contee limitrofe, nell'intento di portare il confine della marca di Spagna al fiume Ebro cercò, più volte, di conquistare Tortosa, senza mai riuscirci. Comunque allargò i confini della contea sia nei confronti di al-Andalus, che verso le altre contee di confine.
Berà, che propugnava una politica di tregua con l'emirato di Cordova, si trovò in difficoltà, perché venne accusato dal partito avverso, detto dei Bellicisti, capeggiati dal suo fratellastro, Gocelone, conte di Rossiglione e d'Empúries, spalleggiato dal fratello Bernardo di Settimania, di essere il responsabile della sconfitta subita dai Franchi, a Pamplona, nell'817, a causa del suo sostegno della tregua, che a loro giudizio, era deleteria per gli interessi dell'impero dei Franchi
Nell'820 Berà fu convocato ad Aquisgrana, dove il luogotenente di Gocelone, Sanila, formulò contro di lui l'accusa di infedeltà e tradimento; la lite fu risolta con un duello in cui Berà venne sconfitto e pertanto condannato a morte. Ma l'imperatore, Ludovico il Pio, che aveva stima di Berà e non lo riteneva un traditore, commutò la pena in esilio, che dovette scontare nella città di Rouen.
Dopo la deposizione del conte Berà, l'imperatore Ludovico il Pio elesse un franco, che non fosse legato alle due fazioni in lotta tra loro (quella pacifista di Berà e quella bellicista del fratellastro Gocelone, spalleggiato dal fratello, che dividevano la Gotia: Rampò di Barcellona.
Nell'822, assieme, sembra ad Aznar I Galíndez, conte di Cerdagna e d'Urgell e ad Aznar I Sánchez, duca di Guascogna (i due Aznar, probabilmente erano la stessa persona), attaccò i musulmani di al-Andalus in direzione del fiume Segre.
Dopo la morte di Rampò, fu nominato conte, nell'826, il figlio di Guglielmo di Gellone (755-812), e fratellastro di Berà, Bernardo di Settimania, del partito dei Bellicisti, che appena eletto dovette subire una ribellione di partigiani di Berà, aiutati dai musulmani della zona, che ricevettero l'aiuto di un contingente di Mori, guidati dal generale Ubayd Allah, detto Abu Marwan, inviato da Cordova, che, nell'827, pose l'assedio a Barcellona. Solo allora Ludovico il Pio ordinò al figlio, Pipino, re d'Aquitania ed ai conti di Tours e d'Orléans, di allestire un esercito per portare aiuto a Bernardo, che però sconfisse i Mori e i ribelli, prima che l'esercito Franco si fosse mosso.
Nell'829, Bernardo, insignito del titolo di ciambellano e ricevuto il feudo della marca di Spagna, fu chiamato a corte a sostituire il nuovo re d'Italia, Lotario I, nella custodia del figlio minore di Ludovico il Pio, Carlo il Calvo, per cui lasciò i suoi feudi nelle mani del fratello maggiore, Gocelone, denominato per questo "marchese di Gotia".
Dopo che Bernardo era tornato a Barcellona, per mettere a tacere le voci circa un suo presunto amore per l'imperatrice, Giuditta di Baviera, nell'831, il re Pipino I di Aquitania, con l'appoggio di Bernardo, che non era ancora stato reintegrato nella carica di ciambellano, si ribellò all'imperatore, che li sconfisse (832) e mentre Pipino fu imprigionato, Bernardo fu spogliato di tutti i suoi possedimenti, che furono concessi al conte di Tolosa, Berengario il Saggio, che si era schierato con l'imperatore.
Nell'834, sia il nuovo conte di Barcellona, Berengario che Bernardo si schierarono con Ludovico il Pio contro Lotario I, che, all'assedio di Chalon-sur-Saône, fu sconfitto, per cui Bernardo, chiese di essere reintegrato nei suoi titoli. Ovviamente Berengario si oppose in quanto anche lui era stato artefice della vittoria. Per risolvere la questione, nell'835, Ludovico li convocò entrambi ad un'assemblea nei pressi di Lione; ma durante il trasferimento, Berengario morì per cui Bernardo rientrò in possesso di quasi tutti i suoi domini a cui si aggiunse la contea di Tolosa.
Nell'840, Carlo il Calvo era stato nominato Re dei Franchi occidentali e nonostante Bernardo gli garantisse l'appoggio delle sue contee contro il nuovo re di Aquitania, Pipino II (823-864), Carlo il Calvo, nell'842, decise di destituirlo; Bernardo allora appoggiò Pipino II nella sua ribellione. Dopo la pace (trattato di Verdun 843), che assegnava l'Aquitania, Tolosa e la Settimania, inclusa la contea di Barcellona a Carlo il Calvo, Tolosa fu messa sotto assedio(844) e Bernardo fu catturato, tradotto da Carlo e condannato alla decapitazione, per tradimento.
Le contee di Barcellona, Gerona, Osona, Besalú, Béziers, Narbona e Nîmes, furono concesse al conte d'Urgell e Cerdagna, Sunifredo I, che, nell'842, aveva intercettato e bloccato nella contea di Osona, al confine con la Cerdagna un attacco diretto su Narbona da parte delle truppe dell'emirato di Cordova coordinate con quelle dei Banu Qasi.
Nell'847 l'emiro di Cordova, ʿAbd al-Raḥmān II ibn al-Ḥakam, gli chiese un trattato di pace, che da Sunifredo gli concesse. Probabilmente, tanto Sunifredo (quanto suo fratello Sunyer, secondo alcune fonti) furono fatti assassinare dal conte di Tolosa, Guglielmo di Settimania, figlio di Bernardo di Settimania, che alleato di Pipino II, si era nuovamente ribellato al re dei Franchi occidentali ed anche legittimo re d'Aquitania, Carlo il Calvo, nell'848.
Eliminando Sunifredo e forse Sunyer, Guglielmo entrò in Barcellona, senza difficoltà, e fece valere i suoi diritti (di conquista) su Barcellona.
Nell'estate dell'849 Carlo il Calvo attaccò l'Aquitania e si diresse verso Narbona intitolando Alerano (nipote del conte Oddone d'Orléans, suocero di Carlo il Calvo), conte di Barcellona e duca di Settimania; ed essendo Alerano impegnato a combattere Guglielmo, fu nominato un aiutante: Isembardo, figlio del conte di Autun Garì. Guglielmo, di fronte alle forze di Carlo, nell'850, lasciò Barcellona per chiedere l'aiuto dell'emiro di Cordova ʿAbd al-Raḥmān II e quindi rientrò in Barcellona con un esercito di Mori, guidato da Abd al-Karim ben Mugith e pose l'assedio a Gerona. Carlo inviò immediatamente dei rinforzi che, ribaltata la situazione, sconfissero i Mori e fecero prigioniero Guglielmo, che fu processato e giustiziato dai nobili di Barcellona, partigiani di Carlo.
Aleramo, dopo la cattura di Guglielmo, prese possesso della contea, ma, nell'851, i Mori per vendicare il loro alleato, Guglielmo di Settimania, attaccarono, conquistarono e saccheggiarono Barcellona, dimezzandone gli abitanti e, molto probabilmente, Alerano perse la vita durante il saccheggio della città, ed Isembardo continuò a governare da solo. Dopo la cattura di Pipino II e la ratifica del trattato di pace, Isembardo venne sostituito da Odalrico I.
Durante il suo governo Odalrico dovette combattere contro l'emiro di Cordova, Muḥammad I ibn ʿAbd al-Raḥmān, ma partecipò soprattutto alle lotte di successione del regno di Aquitania, che vedeva coinvolti, Carlo il Calvo, l'ex re di Aquitania Pipino II, fuggito di prigione, e Ludovico III il Giovane, figlio di Ludovico II il Germanico, che portarono, nell'855, all'incoronazione a nuovo re d'Aquitania del figlio di Carlo il Calvo, Carlo il Bambino, a cui probabilmente presenziò anche Oldarico. Nell'856 l'emiro Muhammad I, riconciliato con Musa ben Musa dei Banu Qasi, organizzò una spedizione contro la contea di Barcellona, che portò alla distruzione di diversi castelli e la perdita del castello di Tarrasa.
Nell'857, persa la fiducia di Carlo il Calvo, Odalrico appoggiò Pipino II, che nel frattempo si era alleato con i Vichinghi e forse si unì ai ribelli con i maggiori feudatari di Neustria, per cui all'inizio dell'858, fu destituito e rimpiazzato con Unifredo.
Nell'858, ricevuto il titolo di conte di Barcellona, Unifredo negoziò un trattato di pace con Abd al-Rahman, governatore di Saragozza, che garantì la pace sulla frontiera sud-occidentale dell'impero. Ciò gli permise di raggiungere Carlo il Calvo in Francia, per aiutarlo nella guerra contro i Normanni, e contro Ludovico il Germanico che aveva invaso il regno di Francia, ma Unifredo, raccolte le sue forze, batté Ludovico a San Quintino il 15 gennaio 859. I Mori, però, con il nuovo emiro Muhammad I ibn Abd al-Rahman, ruppero il trattato di pace e nell'861 posero l'assedio a Barcellona. Unifredo riuscì a farli ritirare, rinnovando il trattato di pace.
Nell'862 Carlo il Calvo insediò il figlio Carlo il Bambino sul trono d'Aquitania. Ciò incontrò l'opposizione dei nobili, che non gradivano un re troppo giovane. Carlo il Calvo ritenne che Unifredo fosse a capo della ribellione e lo depose da tutti i suoi titoli. Ma Unifredo non accettò ed in quello stesso anno attaccò Tolosa, spodestando il conte Raimondo. Tra la fine dell'864 e l'865, Carlo il Calvo, ripreso il controllo in Aquitania e Settimania, procedette alla divisione dei titoli e dei domini dei rivoltosi. Unifredo, allora, nell'865, lasciate le due contee, si rifugiò in Italia.
Bernardo di Gotia, tra l'864 e l'865, ricevette dal re dei Franchi Occidentali, Carlo il Calvo, le contee di Barcellona, Osona, Rossiglione, Narbona, Béziers e Nîmes. Tra l'869 e l'870, morirono il conte di Urgell e Cerdagna e quello di Gerona e Besalú; Gerona e Besalú andarono a Bernardo, mentre Urgell e Cerdagna furono affidate a Goffredo il Villoso, figlio di Sunifredo I, conte di Barcellona dall'844 all'848.
Nell'877 partecipò alla ribellione contro Carlo il Calvo, assieme a Bosone di Provenza, Bernardo Piede di Velluto, di Tolosa ed Alvernia e Ugo l'Abate di Neustria.
Carlo il Calvo morì nel corso dell'anno, ma la ribellione continuò contro il figlio di Carlo, Luigi il Balbo, che, incoronato re di Francia, nell'878, decretò la deposizione di Bernardo di Gotia e l'assegnazione delle contee di Barcellona, Osona, Gerona, Besalú e Rossiglione a Goffredo il Villoso, già conte di Urgell e Cerdagna, che aveva sedato la ribellione di Bernardo di Gotia.

## Inizio di indipendenza della Contea

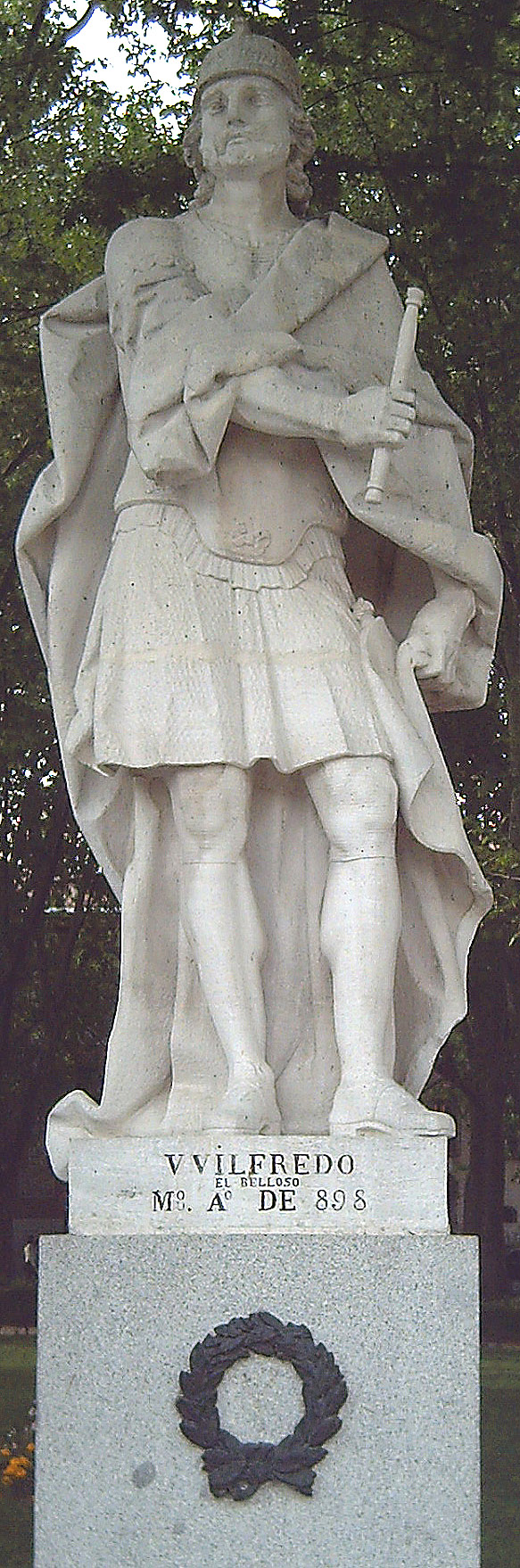
Statua di Goffredo a Madrid (L.S. Carmona).

La data dell'investitura di Goffredo, 11 settembre 878, è ancora oggi commemorata in Catalogna poiché il dominio di Goffredo si estendeva dai Pirenei al mare, unificando per la prima volta, territori che andavano da Urgell e Cerdagna a Barcelona e Girona. Goffredo organizzò, in quegli anni una forte ondata migratoria di gente proveniente dalle regioni pirenaiche di Pallars, Urgell, e Cerdagna ove si erano rifugiati nel secolo precedente, dopo il collasso del regno visigoto, in cerca di protezione dalle continue guerre.
Alla morte dell'imperatore, Carlo il Grosso (888), il regno di Francia andò a Oddone, Conte di Parigi (888-898), che, scavalcando il legittimo erede, Carlo il Semplice, e non essendo carolingio, intaccò il principio di legittimità; pertanto le contee più periferiche (come le contee della Catalogna) non si sentirono più legate al trono, non riconobbero come re il conte di Parigi, Oddone, ma non si batterono nemmeno per i diritti dell'erede carolingio, Carlo il Semplice e cominciarono ad autogovernarsi (per la verità già nell'880, con la scusa, che erano ancora impegnati contro i seguaci di Bernardo di Gotia, in Settimania, non presero parte all'attacco dei Franchi contro Bosone I di Provenza, che era stato proclamato re di Burgundia e poi non parteciparono all'assemblea di Ponthion (885) in quanto non ritenevano che il problema degli attacchi dei Normanni riguardasse la Catalogna). Nei suoi dieci anni di regno Oddone, assorbito totalmente dal problema normanno, non ebbe tempo di rivolgersi contro le contee catalane che non lo riconoscevano.
Proprio in quegli anni gli arabi cominciano a reagire all'espansione di Goffredo, che aveva guadagnato posizioni nella contea di Osona a Cardona, a Berguedà ed a sud del fiume Llobregat; a nord di Solsona, Manresa e Montserrat. I Banu Qasi fortificarono la città di Lleida, governata dal wali, Ismail bin Musa. Goffredo attaccò la città, senza risultato, pagando grandi perdite. L'anno dopo (897), il successore di Ismail, Lupo Ibn Muhammad, attaccò Barcellona e nella battaglia, Goffredo perse la vita.
La successione non fu più determinata dal re dei Franchi, Oddone, ma fu ereditaria. Questo era già avvenuto nell'895, alla morte di Mirò, fratello di Goffredo, per le contee di Rossiglione, passata a Sunyer II d'Empúries, e di Conflent passata a Goffredo il Villoso, senza l'approvazione reale.
Alla morte di Goffredo, vi fu una successione congiunta di quattro figli: -Goffredo Borrell, Miró II di Cerdagna, Sunifredo II d'Urgell e Sunyer- sotto la guida del primogenito Goffredo Borrell.
In un secondo tempo si divisero le contee:
- a Goffredo Borrell e Sunyer andarono le contee di Barcellona, Girona ed Osona,
- a Sunifredo la contea d'Urgell, ed
- a Miró le contee di Cerdagna, Conflent e Berga

## La contea ereditaria
Nell'898, alla morte del re di Francia, Oddone I, sul trono gli succedette un carolingio, Carlo il Semplice, figlio postumo di Luigi il Balbo. Borrell riconobbe il nuovo re e si recò alla corte, in Francia, a rendergli omaggio, nell'899 e Carlo il Semplice lo investì ufficialmente delle sue contee. Borrell continuò la politica di suo padre, ripopolando l'altipiano del Lluçanès e rinforzando le difese sulla riva destra del fiume Llobregat. Morì nel 911, senza lasciare eredi maschi; le sue contee passarono al fratello Sunyer, che già ne condivideva il governo.
Nel 912, il governatore saraceno di Lleida, Muhammad al-Tawil organizzò una spedizione contro la contea di Barcellona e nella valle di Tàrrega sconfisse gli eserciti di Sunyer che però, nel 914, si prese la rivincita, attaccando, sconfiggendo e uccidendo in battaglia Muhammad al-Tawil. In politica interna continuò la politica di suo padre e poi di suo fratello, ripopolando la contea di Osona e dal 929, la contea di Penedès (oggi divisa in Alt Penedès, Baix Penedès e Garraf). Rafforzò anche le istituzioni ecclesiastiche concedendo loro terre e tributi. In politica estera oltre che combattere i Saraceni di Lleida combatté quelli di Tarragona, pur mantenendo relazioni diplomatiche con l'emirato e poi califfato di al-Andalus di Cordova.
Tra il 936 ed il 937, organizzò una spedizione contro i Musulmani lungo il litorale catalano, spingendosi verso sud, ottenendo che i musulmani abbandonassero temporaneamente Tarragona, che divenne terra di nessuno, e imponendo il pagamento di un tributo alla città di Tortosa.
Nel 947, quando Sunyer si ritirò a vita monastica, il governo della contee di Barcellona, Gerona ed Osona (a cui si aggiunse, nel 948, alla morte dello zio Sunifredo di Urgell, la contea di Urgell), passò ai suoi figli: Mirò e Borrell II, che si ripartirono le funzioni di governo:
- a Borrell la politica estera e le questioni militari
- a Mirò la politica interna (in concreto, la città di Barcellona).

Mantennero relazioni cordiali con gli ingombranti vicini: i Franchi, al nord ed i Musulmani, al sud e, nel 961, firmarono un trattato di pace con il Califfo al-Ḥakam II ibn ʿAbd al-Raḥmān.
Nel 966, Borrell rimase solo a governare e, nel 970, andò a Roma a far visita a papa Giovanni XIII, per riorganizzare l'amministrazione religiosa delle sue contee e chiedere il ripristino dell'arcivescovado di Tarragona. Invitò il monaco Gerberto d'Aurillac (futuro papa Silvestro II) a risiedere nelle sue contee perché si potesse dedicare ai suoi studi.
Nel 985, Almanzor o Al-Mansur, hajib (primo ministro) del califfo al-Ḥakam II attaccò le contee di Borrell, facendo una grande razzia, mentre Barcellona fu distrutta e saccheggiata, molti suoi abitanti perirono e molti altri furono fatti prigionieri, senza ricevere alcun aiuto dal re di Francia Lotario, di cui Borrell era formalmente vassallo. Per cui, nel 988, Borrell rifiutò di rinnovare il patto di vassallaggio con il nuovo re di Francia, oltretutto non carolingio, Ugo Capeto, sancendo così l'indipendenza formale della contea di Barcellona dal regno dei Franchi.
A partire dal 988 spartì il governo con i figli Raimondo Borrell, che, nel 992, gli subentrò nelle contee di Barcellona, Osona e Girona, e Ermengol. Durante gli anni 1000-1002 fu oggetto di diverse incursioni da parte di Almanzor hajib del califfo di Cordova Hishām II ibn al-Ḥakam.
Nel 1003, dopo la morte di Almanzor, Raimondo Borrell promosse una campagna contro Lleida, ma il nuovo hajib, il figlio di Almanzor, Abd al-Malik al-Muzaffar, gli rispose con una nuova razzia nelle sue contee.
Nel 1010, approfittando dello stato di confusione e guerra civile in cui si trovava il califfato, si alleò con il califfo spodestato, che si era rifugiato a Toledo, Muḥammad II (al-Mahdī) ibn Hishām ed assieme a suo zio Ermengol I conte di Urgell ed a Bernardo, conte di Besalú si unirono alle truppe di al-Mahdī, condotte dal suo generale Wadih, e sconfissero il califfo Sulaymān ibn al-Ḥakam, "al-Mustaʿīn" nei pressi di Cordova, con il risultato di allontanare per sempre la pressione musulmana dalle sue contee, ma anche di catturare un imponente bottino.
Tra il 1015 ed il 1016 Raimondo Borrell organizzò nuove spedizioni per razziare le valli dell'Ebro e del Segre. Per quanto concerne la politica interna, Raimondo Borrell organizzò il ripopolamento delle zone di Segarra, Conca de Barberà ed il Campo di Tarragona. Inoltre fu il primo conte che cominciò a battere moneta e fu conte di tutta la Catalogna. Infine sfruttò il fatto di avere rapporti diretti con papa Silvestro II (che come monaco, Gerberto d'Aurillac, aveva potuto dedicarsi ai suoi studi risiedendo nelle sue contee, già dal tempo di suo padre, Borrell II), per rafforzare l'indipendenza delle contee catalane dal regno franco dei capetingi.

## La contea orientata verso la penisola iberica
Nel 1017, a Raimondo Borrell succedette, sotto la reggenza della madre Ermesinda, il figlio Berengario Raimondo I, che raggiunta la maggior età cercò l'armonia con tutti i suoi vicini: da giovane accettò la sovranità del re di Navarra, Sancho III Garcés il Grande, ottenne la sottomissione del conte di Urgell, Ermengol, ristabilì la concordia con il conte di Empúries, Ugo I, e allacciò eccellenti relazioni con i conti di Besalú, Guglielmo I e di Cerdagna, Goffredo II. Intraprese diversi viaggi a Saragozza ed in Navarra, per coordinarsi meglio con il suo protettore, Sancho III Garcés il Grande. Tenne buoni rapporti anche con il conte di Tolosa, Alfonso Giordano. Infine ebbe buone relazioni con i papi Benedetto VIII (1012-1024), Giovanni XIX (1024-1032) e Benedetto IX (1033-1048).
Nello stesso tempo però, il potere centrale del conte si ridusse di fronte alle richieste dei feudatari, che vedevano nella guerra il modo migliore di conquistarsi gloria e ricchezze, per cui di fronte alla sua politica di pace nei confronti dei Mori (vanamente la madre, sua preziosa consigliera, gli suggeriva di assecondare le richieste della nobiltà), li portò ad esercitare azioni isolate, al di fuori del controllo del conte. Poco prima di morire, nel 1035, Berengario Raimondo I divise il suo dominio in tre parti: le contee di Barcellona e di Gerona fino al fiume Llobregat andarono al figlio primogenito, Raimondo Berengario I di Barcellona.
Raimondo Berengario succedette al padre, sotto la reggenza, almeno sino al 1041, della nonna Ermesinda, che continuò la politica paterna di buon vicinato con tutti, inclusi i Mori.
Da quando cominciò a governare da solo, iniziò una politica di espansione, a sud, conquistando territori di al-Andalus, sino alla città di Barbastro, approfittando della debolezza dei Regni di Taifa, a nord dei Pirenei, conquistando le contee di Carcassonne e Razés, che portò la contea di Barcellona ad essere nuovamente la contea più influente di tutta la Catalogna. Nel 1054, Raimondo Berengario I entrò in possesso della contea di Osona, quando la matrigna, Guisla, che, unitamente al figlio Guglielmo, aveva ereditato la contea alla morte di Berengario Raimondo, si sposò, in seconde nozze, con il visconte di Barcellona, Udalardo II, e dovette rinunciare alla contea a favore del figlio Guglielmo, il quale a sua volta rinunciò a favore del fratellastro, Raimondo Berengario, che tra il 1064 ed il 1069 fece pubblicare, in catalano, gli Usatges, il più antico codice feudale che si conosca, che codificava il processo di feudalizzazione iniziato da suo padre.
Raimondo Berengario I morì nel 1076, lasciando il titolo di conte di Barcellona ai due figli gemelli Raimondo Berengario e Berengario Raimondo.
I due gemelli, Berengario Raimondo II e Raimondo Berengario II governarono insieme dividendosi le zone di competenza e risiedendo a turno, per periodi di sei mesi, nel palazzo comitale; ma il rapporto tra loro rimase sempre conflittuale, specialmente per ciò che riguardava le conquiste territoriali, perché colui che le effettuava, tendeva a non dividerle con il fratello.
Nel 1077 realizzarono una spedizione contro Murcia, che apparteneva al re musulmano di Siviglia, e contro i re di Toledo, Granada e Malaga, che erano però alleati del re di León e Castiglia Alfonso VI, che risultò un disastro. Poi alleatisi con la contea d'Urgell e con il re saraceno di Lleida, attaccarono il regno di Saragozza, conquistando Sidamon, Torregrossa, e Conca de Barberà, permettendo così di ripopolare L'Espluga de Francolí, nel 1079.
Nel 1081, rifiutarono la collaborazione del Cid, esiliato dalla Castiglia. Il Campeador, allora, al servizio di al-Muqtadir, re di Saragozza, nella battaglia di Almenar (1082) sconfisse la coalizione, tra cui la contea di Barcellona facendo prigioniero il conte, Raimondo Berengario II, che fu liberato dopo il pagamento del riscatto.
Il conte Raimondo Berengario II fu assassinato, nel 1082, mentre da Barcellona si recava a Girona, nell'attraversamento di un folto bosco, sembra da uno degli accompagnatori, e secondo la voce popolare, su ordine del fratello gemello, il conte Berengario Raimondo II (poi detto il Fratricida) e il titolo di conte di Barcellona, Girona ed Osona, fu ereditato dal figlio postumo, Raimondo Berengario, ancor prima della nascita sotto la tutela dello zio Berengario Raimondo II, che, nel 1084, vicino a Morella, alleatosi nuovamente con il re d'Aragona Sancho Ramírez e al-Mundir, fratello di al-Muqtadir e sovrano di Lleida, Tortosa e Dénia, fu sconfitto dal Cid. Il quale, ritornato al servizio del re di Saragozza, sconfisse un'altra volta il re di Lleida, facendo prigioniero, a Tévar (1090), il suo alleato il conte di Barcellona, Berengario Raimondo II; rimettendolo però subito in libertà nacque un'amicizia sincera che portò, nel 1103, al matrimonio tra il nipote del conte, Raimondo Berengario III e la figlia di Rodrigo, Maria, ed inoltre concesse al Cid il protettorato di tutte le province musulmane a sudovest della Catalogna, praticamente i regni di Saragozza e Lleida, che continuarono ad esistere solo formalmente.
Nel corso della Prima crociata (a cui partecipavano anche i suoi due fratellastri, Ugo VI di Lusignano, Raimondo di Saint-Gilles, tutti figli della stessa madre, Almodis de La Marche), fu uno dei primi crociati a perdere la vita (1097). Il nipote Raimondo Berengario III, ormai maggiorenne ed associato al governo della contea, gli succedette.

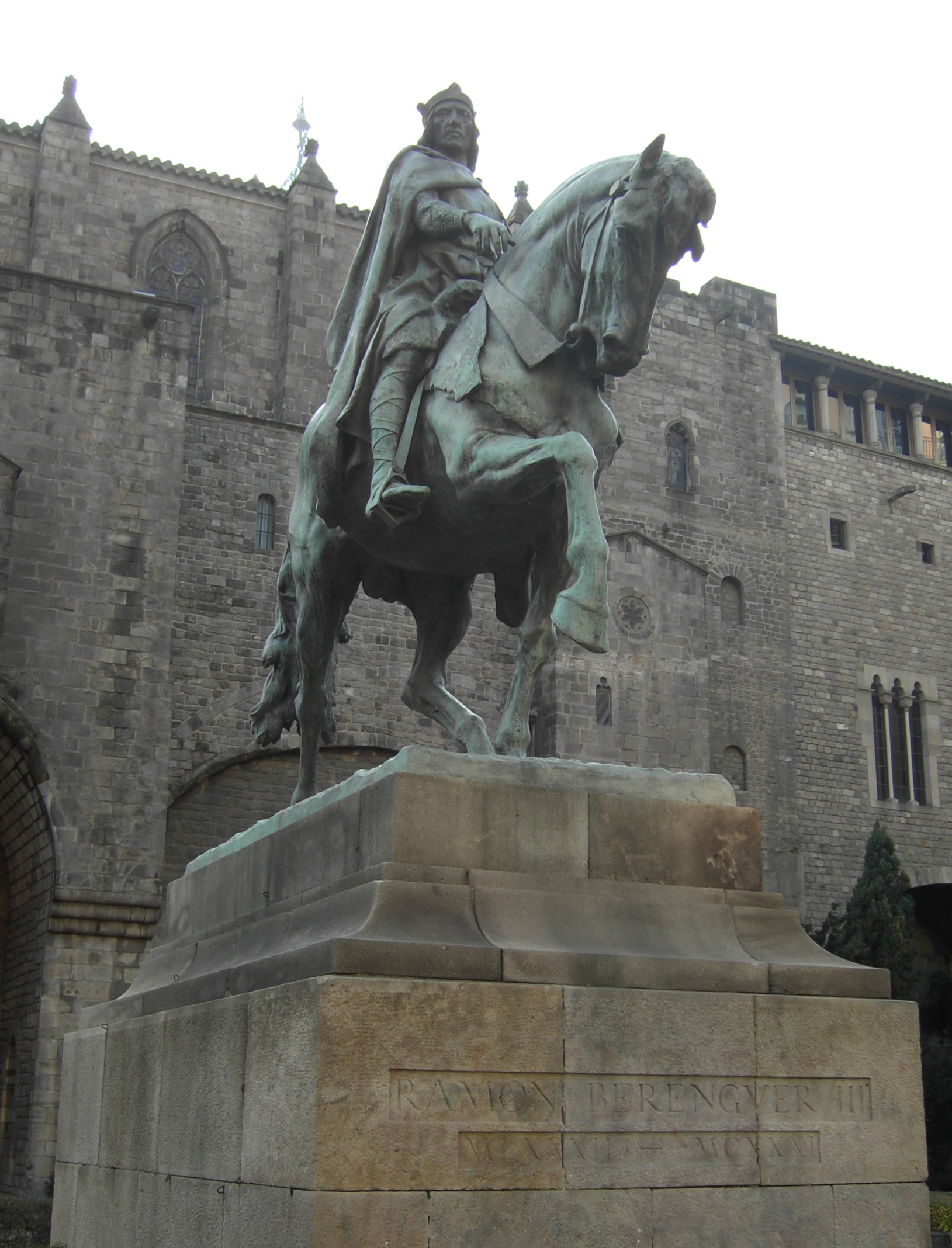
Statua di Raimondo Berengario III, nell'omonima piazza di Barcellona

Raimondo Berengario III ampliò notevolmente i suoi possedimenti sia ereditando le contee di Besalú nel 1111 e di Cerdagna nel 1117; sia tramite matrimonio, sposando, nel 1112, Dolce I di Provenza, che gli portò in dote tutta la contea di Provenza, per cui i suoi domini arrivarono sino ad est di Nizza; sia assoggettando le contee catalane come quella di Empúries (tutte le contee catalane, ad eccezione della Contea d'Urgell, erano sotto il suo dominio) sia facendo conquiste militari ai danni dei musulmani, come le città di Balaguer, nel 1105, e poi di Tarragona (alla conquista della città la cedette a papa Pasquale II e la riottenne come feudo dietro il pagamento di un piccolo tributo annuo, detto census), che ricostruì e divenne la nuova sede vescovile della Catalogna, prima dipendeva dall'arcivescovo di Narbona.
Tolse ai musulmani anche le regioni di Lleida e Tortosa. Tutto ciò portò a liberare dalla schiavitù molti Cristiani.
Fece altresì alleanze militari con le repubbliche marinare italiane Pisa e Genova, che lo portarono, tra il 1114 ed il 1115, ad attaccare ed a ridurre suoi tributari i governanti Mori delle isole di Maiorca e di Ibiza e, con l'aiuto di Pisa a fare incursioni nella regione mussulmane di Valencia, che tenne sotto il suo dominio solo per un breve periodo.
Raimondo Berengario III morì, nel 1131, lasciando la contee catalane al figlio maggiore Raimondo Berengario IV e la Provenza al figlio più giovane Berengario Raimondo I.

## Unione della contea e il Regno d'Aragona: creazione della Corona d'Aragona

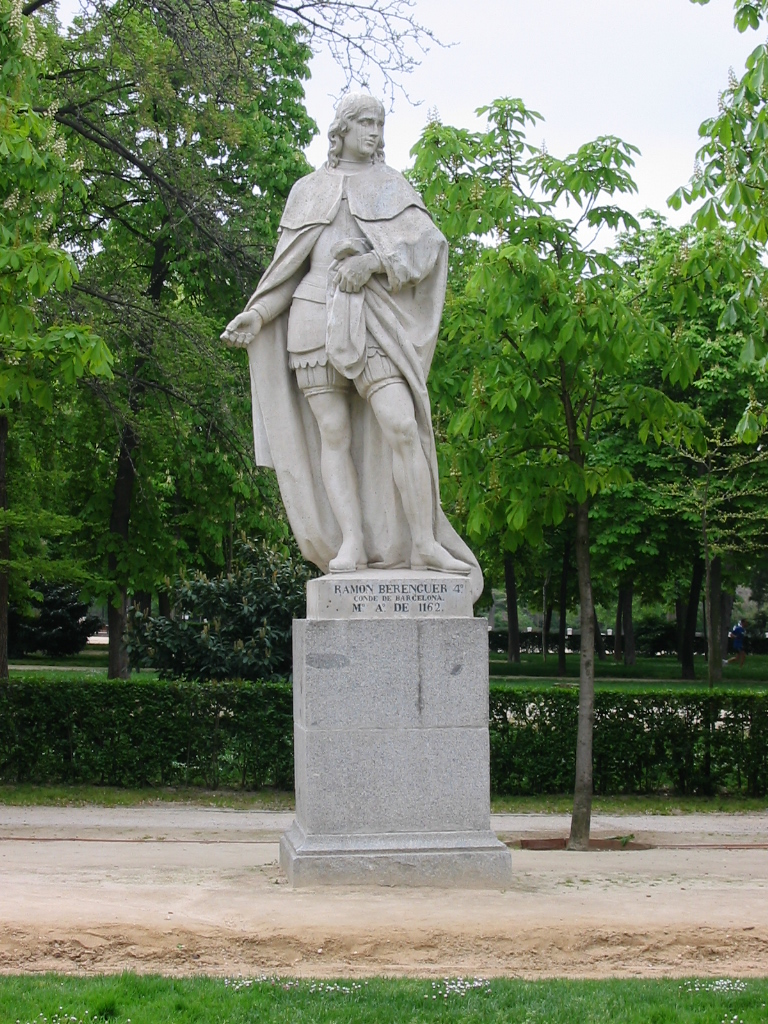
Statua de Raimondo Berengario IV nei giardini del Parco del Retiro di Madrid

Nel 1137, il re d'Aragona, Ramiro II il Monaco promise la figlia Petronilla, di circa un anno di età, in sposa a Raimondo Berengario IV e l'impegno matrimoniale fu firmato a Barbastro, mentre, nel castello di Ayerbe, Ramiro redasse un documento in cui si impegnava a non prendere importanti decisioni, senza l'approvazione del futuro genero e il 13 novembre dello stesso anno abdicò, in favore della figlia Petronilla, e, per contrastare l'ingombrante re di León e Castiglia, Alfonso VII, delegò il futuro genero a governare il regno d'Aragona con il titolo di principe d'Aragona e conte di Barcellona, e tornò definitivamente alla vita monastica.

Scudo d'armi del conte di Barcellona

Tra il 1139 ed il 1140 a Carrión de los Condes, Raimondo Berengario IV, principe d'Aragona e conte di Barcellona, stipulò un trattato con Alfonso VII che fissava i confini tra Castiglia ed Aragona (Alfonso restituì Saragozza, dopo che all'Aragona aveva riconosciuto i territori sulla sponda sinistra del fiume Ebro, la Castiglia si teneva quelli sulla destra) e lo impegnava in una guerra di conquista contro la Navarra.
Tra il 1141 ed il 1147, Raimondo Berengario IV recuperò diverse città che erano state riprese dai musulmani dopo la sconfitta di Alfonso il Battagliero a Fraga, nel 1134; e fece anche delle incursioni nelle regioni di Murcia (1144) e di Valencia (1146).
Nel 1143, a Zamora, di fronte al legato del papa Innocenzo II, il re di Castiglia Alfonso VII riconobbe il contratto di matrimonio tra il conte di Barcellona, Raimondo Berengario IV e la giovanissima regina di Aragona, Petronilla, accettando così l'unione di tutte le contee catalane con l'Aragona, e di fatto un nuovo grande regno, la Corona d'Aragona.
Nel 1147, con la flotta genovese, aiutò il re di Castiglia Alfonso VII, nell'assedio e nella conquista di Almería. inoltre completò la conquista della regione di Tortosa e tolse ai musulmani anche la regione di Lleida. 

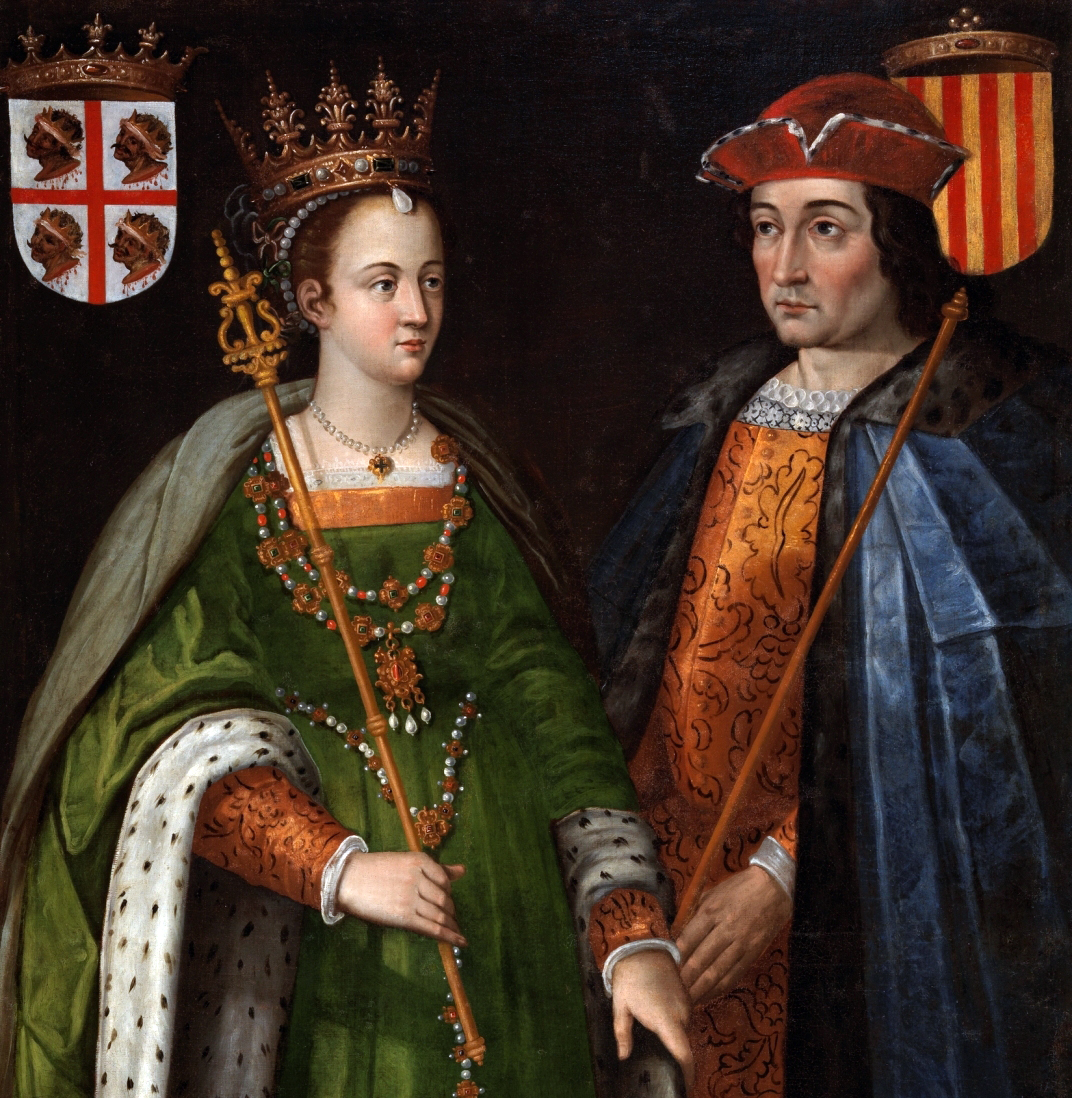
Ritratto di Petronilla e Raimondo Berengario IV, olio del 1634 (Museo del Prado).

Il matrimonio tra Petronilla e Raimondo Berengario venne celebrato a Lleida, nell'agosto del 1150, dopo che la regina aveva compiuto i quattordici anni, età richiesta dal diritto canonico per il matrimonio.
Nel 1151, firmò il Trattato di Tudilén, con Alfonso VII, che, oltre che ad essere in chiave antinavarrese, riservava all'Aragona la conquista delle terre musulmane di Valencia, Dénia e Murcia. Sulla via del ritorno da Torino (dove insieme al nipote, il conte di Provenza Raimondo Berengario II, aveva incontrato l'imperatore Federico Barbarossa), a Borgo San Dalmazzo, nel 1162, Raimondo Berengario IV morì, conferendo al nipote la tutela del suo successore, il figlio primogenito Raimondo Berengario. Alla morte del conte Raimondo Berengario IV, Petronilla, regina d'Aragona, abdicò a favore del figlio, Raimondo Berengario, che salì al trono con il nome di Alfonso II, in onore del prozio, Alfonso I il Battagliero. Così, salito sul trono d'Aragona con il nome di Alfonso II, e, nel contempo, ereditate dal padre la contea di Barcellona e le contee catalane unificò l'Aragona e la Catalogna e fu divenuto il primo re della Corona d'Aragona unificata.